# Leandro Chichizola
 Leandro Chichizola  (San Justo, 27 maart 1990), is een Argentijnse voetballer en kan opgesteld worden als doelman.
Leandro is een product van de jeugdsystemen van Club San Jusino en CA River Plate en hij tekende zijn eerste contract voor het seizoen 2010-2011 bij de laatstvernoemde ploeg. Hij debuteerde op 14 februari 2011 bij de ploeg uit de Argentine Primera División en kon zijn netten ongeschonden houden tijdens het 0-0 gelijkspel tegen Club Atlético Tigre. Tijdens dit eerste seizoen zou hij tijdens vier van zijn vijf wedstrijden zijn netten gaaf houden. Het seizoen 2010-2011 was een speciaal seizoen, waarin de degradatie bepaald werd over de resultaten van de laatste drie seizoenen en zo eindigde River Plate slecht op de 17de plaats van 20 ploegen. Toen ook de playdowns tegen CA Belgrano verloren gingen, was de degradatie een feit. De speler volgde de ploeg tijdens het seizoen 2011-2012 naar de Primera B Nacional. De ploeg speelde kampioen en Leandro zou veertien wedstrijden spelen, waarvan zes zonder tegendoelpunt. Het daaropvolgende seizoen 2012-2013 speelde hij weer op het hoogste Argentijnse niveau, maar zou als derde doelman enkel een wedstrijd actief zijn in de Copa Sudamericana. Tijdens het seizoen 2013-2014 zou hij tweede doelman worden en zeven wedstrijden spelen waarvan vier zonder doelpunt te laten scoren.
Vanaf seizoen 2014-2015 ging hij zijn geluk in het buitenland zoeken en wel bij Spezia Calcio 1906, een Italiaanse uit de Serie B. Als basisspeler zou hij drieënveertig wedstrijden spelen, inclusief de verloren play-offwedstrijd tegen US Avellino. Ook het daaropvolgende seizoen 2015-2016 speelde hij vijfenveertig wedstrijden, waarvan drie tijdens de play-offs, maar de promotie ging weer verloren. Het derde seizoen 2016-2017 geleek heel veel op de twee eerste met drieënveertig wedstrijden, inclusief de verloren play-offwedstrijd.
Tijdens seizoen 2017-2018 stapte hij over naar de  Spaanse Primera División, en dit bij UD Las Palmas. De ploeg speelde haar derde achtereenvolgende seizoen op het hoogste niveau, maar kon met een negentiende en voorlaatste plaats haar behoud niet verzekeren. Leandro speelde zevenentwintig van de achtendertig wedstrijden en kon tijdens vier optredens zijn netten proper houden.
Hij volgde de ploeg niet naar het lager niveau, maar tekende een driejarig contract startend vanaf seizoen 2018-2019 bij Primera División ploeg Getafe CF.
Daar werd hij tweede doelman en kende slechts een optreden tijdens twee en een half seizoen. Toen tijdens seizoen 2020-2021 Rubén Yáñez terugkeerde van zijn uitleen aan SD Huesca en Leandro zakte tot de derde plaats in de pikorde, verliet hij de ploeg op 5 januari 2021.
Op 17 januari 2021 tekende hij tot het einde van het seizoen bij FC Cartagena, een ploeg uit de Segunda División A. Zijn debuut maakte hij op 31 januari 2021 tijdens de uitwedstrijd tegen Sporting Gijón. Hij slaagde erin om zijn netten proper te houden en de wedstrijd eindigde op een scoreloos gelijkspel. Op 27 maart 2021 speelde hij zijn negende en laatste wedstrijd tegen Málaga CF. Aangezien de defensie het probleem bleef, werd hij terug vervangen door Marc Martínez Aranda, doelman die de promotie had bewerkstelligd en die het seizoen gestart was. Dit was klaarblijkelijk de goede keuze, want de ploeg redde zich. Het contract van Leandro werd niet meer verlengd op het einde van het seizoen.
Vanaf seizoen 2021-2022 keerde hij terug naar het land en de reeks, waar hij het tot dan het meeste succes had gekend. Perugia Calcio, een ploeg die na één seizoen in Serie C terugkeerde naar Serie B. Hij werd er onmiddellijk eerste in de pikorde. De ploeg zou een succesvol jaar kennen en zich met een achtste plaats kwalificeren voor de eindronde. Daar bleek echter het hoger geplaatste Brescia Calcio met 3-2 te sterk.
Op 14 juli 2022 tekende hij voor het seizoen 2022-2023 bij reeksgenoot Parma Calcio 1913. Op deze manier werd hij ploegmaat bij een van de meest gekende Italiaanse doelmannen van de geschiedenis, Gianluigi Buffon.  Nadat deze laatste stopte, werd hij tijdens het seizoen 2023-2024 de eerste keuze en werd de ploeg op het einde van het seizoen kampioen van de Serie B.